# Christian Nassif
Christian Nassif, född 1 januari 1994, är en centralafrikansk simmare.
Nassif tävlade för Centralafrikanska republiken vid olympiska sommarspelen 2012 i London, där han blev utslagen i försöksheatet på 50 meter frisim.  Vid olympiska sommarspelen 2016 i Rio de Janeiro blev Nassif också utslagen i försöksheatet på 50 meter frisim.